# John Allen Paulos
John Allen Paulos, född 4 juli 1945, är en amerikansk författare och professor i matematik vid Temple university i Philadelphia. Han skriver huvudsakligen om matematik, såväl om humor i matematiken som varför matematiken är viktig. Han är också kolumnist på ABCnews.com där han förmedlar en matematisk syn på aktuella nyheter.